# Lijst van voetbalinterlands Madagaskar - Mozambique
Deze lijst van voetbalinterlands is een overzicht van alle officiële voetbalwedstrijden tussen de nationale teams van Madagaskar en Mozambique. De landen hebben tot op heden elf keer tegen elkaar gespeeld. De eerste ontmoeting, een wedstrijd in de eerste ronde van de COSAFA Cup 2004, vond plaats op 18 april 2004 in Maputo. Het laatste duel, een kwartfinale tijdens het African Championship of Nations 2022, werd gespeeld in Constantine (Algerije) op 28 januari 2023.

## Wedstrijden
| №  | Plaats       | Datum           | Competitie                                        | Wedstrijd               | Uitslag |
| -- | ------------ | --------------- | ------------------------------------------------- | ----------------------- | ------- |
| 1  | Maputo       | 18 april 2004   | COSAFA Cup 2004                                   | Mozambique − Madagaskar | 2 − 0   |
| 2  | Antananarivo | 15 juni 2008    | WK 2010 kwalificatie                              | Madagaskar − Mozambique | 1 − 1   |
| 3  | Maputo       | 22 juni 2008    | WK 2010 kwalificatie                              | Mozambique − Madagaskar | 3 − 0   |
| 4  | Bosbokrand   | 30 juli 2008    | COSAFA Cup 2008                                   | Madagaskar − Mozambique | 1 − 2   |
| 5  | Saulspoort   | 30 juni 2017    | COSAFA Cup 2017                                   | Mozambique − Madagaskar | 1 − 4   |
| 6  | Antananarivo | 16 juli 2017    | African Championship of Nations 2018 kwalificatie | Madagaskar − Mozambique | 2 − 2   |
| 7  | Maputo       | 23 juli 2017    | African Championship of Nations 2018 kwalificatie | Mozambique − Madagaskar | 0 − 2   |
| 8  | Pietersburg  | 27 mei 2018     | COSAFA Cup 2018                                   | Madagaskar − Mozambique | 2 − 1   |
| 9  | Antananarivo | 28 juli 2019    | African Championship of Nations 2020 kwalificatie | Madagaskar − Mozambique | 1 − 0   |
| 10 | Maputo       | 4 augustus 2019 | African Championship of Nations 2020 kwalificatie | Mozambique − Madagaskar | 3 − 2   |
| 11 | Constantine  | 28 januari 2023 | African Championship of Nations 2022              | Madagaskar − Mozambique | 3 − 1   |

## Samenvatting
| Competitie                                   | Totaal gespeeld | Winst Madagaskar | Gelijk | Winst Mozambique | Doelsaldo Madagaskar – Mozambique |
| -------------------------------------------- | --------------- | ---------------- | ------ | ---------------- | --------------------------------- |
| WK-kwalificatie                              | 2               | 0                | 1      | 1                | 1 − 4                             |
| African Championship of Nations              | 1               | 1                | 0      | 0                | 3 − 1                             |
| African Championship of Nations-kwalificatie | 4               | 2                | 1      | 1                | 7 − 5                             |
| COSAFA Cup                                   | 4               | 2                | 0      | 2                | 7 − 6                             |
| Totaal                                       | 11              | 5                | 2      | 4                | 18 − 16                           |

FMF · A-internationals · Malagassisch vrouwenelftal
1960 – 1969 ·
1970 – 1979 ·
1980 – 1989 ·
1990 – 1999 ·
2000 – 2009 ·
2010 – 2019 ·
2020 − 2029
1963 ·
1964 ·
1965 ·
1966 · 
1967 ·
1968 ·
1969 · 
1970 · 
1971 · 
1972 ·
1973 · 
1974 ·
1975 ·
1976 ·
1977 ·
1978 · 
1979 ·
1980 · 
1981 · 
1982 ·
1983 · 
1984 ·
1985 · 
1986 ·
1987 ·
1988 ·
1989 ·
1990 ·
1991 ·
1992 ·
1993 ·
1994 · 
1995 ·
1996 ·
1997 ·
1998 ·
1999 · 
2000 · 
2001 · 
2002 · 
2003 · 
2004 · 
2005 · 
2006 · 
2007 · 
2008 · 
2009 · 
2010 · 
2011 · 
2012 · 
2013 ·
2014 ·
2015 ·
2016 ·
2017 ·
2018 ·
2019 ·
2020 ·
2021 ·
2022 ·
2023 ·
2024
Algerije ·
Angola ·
Benin ·
Botswana ·
Burkina Faso ·
Burundi ·
Centraal-Afrikaanse Republiek ·
Comoren ·
Congo-Brazzaville ·
Congo-Kinshasa ·
Egypte ·
Equatoriaal-Guinea ·
Ethiopië ·
Gabon ·
Gambia ·
Ghana ·
Guinee ·
Iran ·
Ivoorkust ·
Kaapverdië ·
Kameroen ·
Kenia ·
Kosovo ·
Lesotho ·
Liberia ·
Luxemburg ·
Malawi · 
Mali · 
Mauritanië ·
Mauritius · 
Mozambique · 
Namibië · 
Niger ·
Nigeria · 
Oeganda · 
Rwanda ·
Sao Tomé en Principe ·
Senegal ·
Seychellen · 
Soedan ·
Swaziland · 
Tanzania · 
Togo · 
Tsjaad ·
Tunesië · 
Zambia · 
Zimbabwe · 
Zuid-Afrika
FMF · 
A-internationals · 
Mozambikaans vrouwenelftal
1970 – 1979 · 
1980 – 1989 · 
1990 – 1999 · 
2000 – 2009 · 
2010 – 2019 ·
2020 − 2029
Afrika Cup 1986 · 
Afrika Cup 1996 · 
Afrika Cup 1998 · 
Afrika Cup 2010
Algerije ·
Angola ·
Benin ·
Botswana ·
Burkina Faso ·
Centraal-Afrikaanse Republiek ·
Comoren ·
Congo-Brazzaville ·
Congo-Kinshasa ·
Egypte ·
Eritrea ·
Ethiopië ·
Gabon ·
Ghana ·
Guinee ·
Guinee-Bissau ·
Ivoorkust ·
Kaapverdië ·
Kameroen ·
Kenia ·
Lesotho ·
Libië ·
Madagaskar ·
Malawi ·
Mali ·
Marokko ·
Mauritanië ·
Mauritius ·
Namibië ·
Niger ·
Nigeria ·
Oeganda ·
Oman ·
Portugal ·
Rwanda ·
Senegal ·
Seychellen ·
Soedan ·
Somalië ·
Swaziland ·
Tanzania ·
Togo ·
Tunesië ·
Vietnam ·
Zambia ·
Zimbabwe ·
Zuid-Afrika ·
Zuid-Soedan